# Henry Williamson

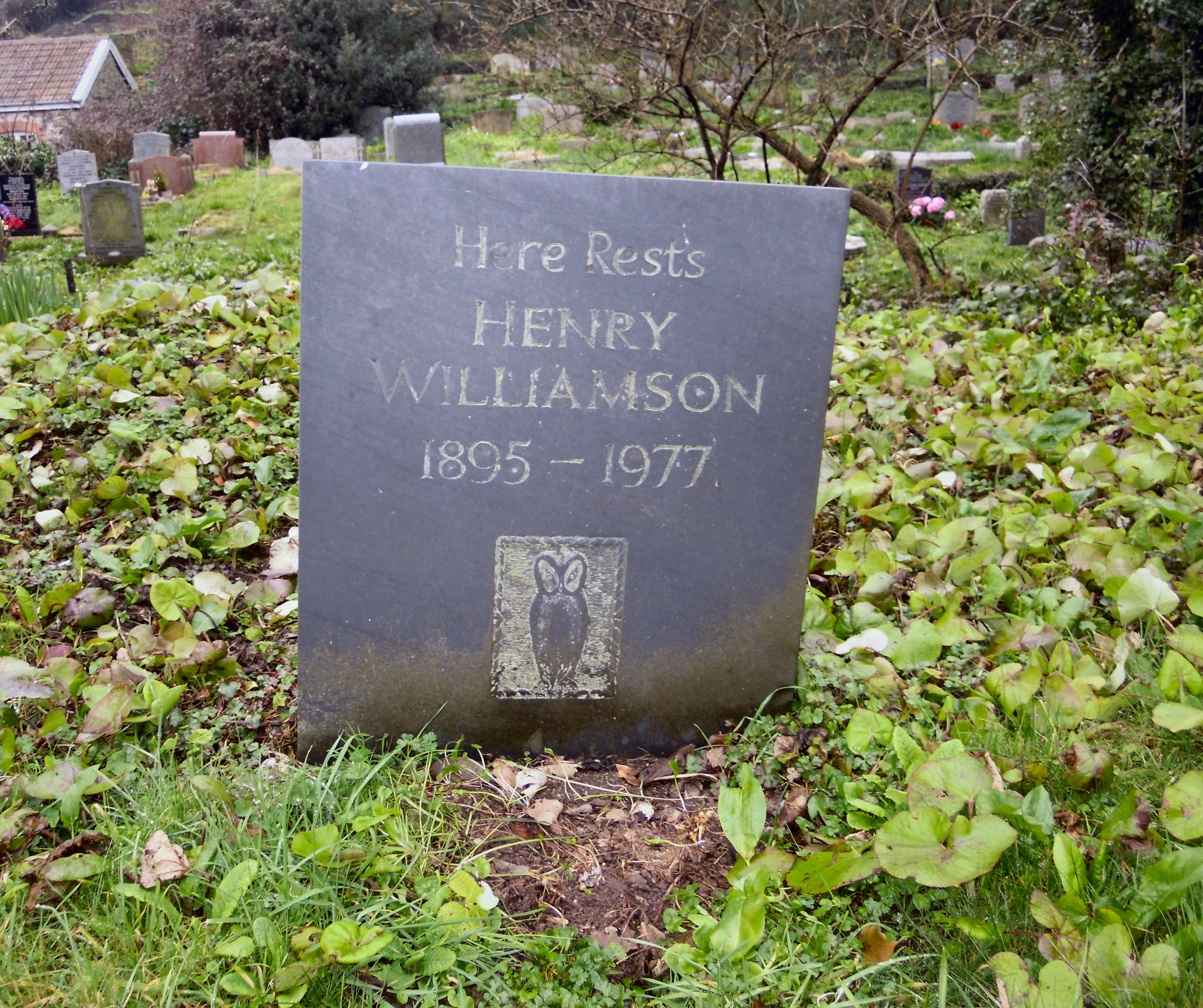
Tomba di H. Williamson nella Chiesa di S. Giorgio a Georgeham

Henry William Williamson (Brockley, 1º dicembre 1895 – Georgeham, 13 agosto 1977) è stato uno scrittore inglese, noto per i suoi romanzi ispirati alla storia naturale e sociale.

## Biografia
Nasce a Brockley, un paese a sud - est di Londra e frequenta la Colfe's School. Abitare in un simile paese, all'epoca ancora una zona semi-rurale, gli permette di familiarizzare facilmente con la campagna del Kent e favorisce in lui la nascita di un profondo amore per la natura fin dalla fanciullezza. Nel gennaio 1914 si arruola nella London Rifle Brigade e il 5 agosto entra in servizio. La tregua di Natale del 1914 lo colpisce profondamente: resta disgustato dall'inutilità della guerra e si infuria per l'avidità e il fanatismo che percepisce esserne la causa; inoltre si convince del fatto che la Germania e il Regno Unito non dovranno mai più entrare in guerra l'una contro l'altro.
Viene trasferito al Machine Gun Corps e promosso tenente quindi, dal 1917, è assegnato al Bedfordshire and Hertfordshire Regiment. Racconterà della sua esperienza di guerra in The Wet Flanders Plain (1929), The Patriot's Progress (1930) e in molti dei libri della serie semi-autobiografica in 15 volumi A Chronicle of Ancient Sunlight (1951-1969). Dopo la guerra legge il libro di Richard Jefferies The Story of My Heart che lo spinge a cominciare a dedicarsi alla scrittura seriamente. Nel 1921 si trasferisce a Georgeham, nel Devon, dove va a vivere in un piccolo cottage. Nel 1925 sposa Ida Loetitia Hibbert, con la quale ha sei figli.
Nel 1927 Williamson pubblica il suo libro più famoso, Tarka la lontra, che vince l'Hawthornden Prize e rappresenta inoltre la causa della nascita della lunga amicizia tra lo scrittore e T. E. Lawrence. Nel 1935 Williamson si reca a Norimberga al congresso del partito nazionalsocialista tedesco e ne rimane molto colpito, in particolare dal movimento della Gioventù hitleriana, che lo impressiona per il modo salutistico di affrontare la vita a paragone della fiacca e malsana gioventù dei bassifondi di Londra. Sviluppa una grande ammirazione nei confronti di Adolf Hitler, che in effetti in lui non verrà mai meno. Di conseguenza decide di iscriversi, nel 1937, all'Unione Britannica dei Fascisti guidata da Oswald Mosley.
Nel 1936 acquista una fattoria a Stiffkey, nel Norfolk; The Story of a Norfolk Farm (1941) è il racconto dei primi anni di vita in quel luogo. Allo scoppio della seconda guerra mondiale Williamson viene arrestato per un breve periodo a causa delle sue ben note posizioni politiche in ossequio alla normativa Defence Regulation 18B, ma viene rilasciato dopo aver trascorso in guardina solo un fine settimana. Alla fine della guerra lui e la famiglia lasciano la fattoria. Nel 1946 Williamson va a vivere da solo a Ox's Cross, nel North Devon, dove fa costruire una piccola villetta dove si ritira a scrivere. Nel 1947 lui e Loetitia decidono di divorziare. Williamson si innamora di una giovane maestra, Christine Duffield, che sposa nel 1949. Inizia a scrivere la sua grande serie di quindici romanzi nota come A Chronicle of Ancient Sunlight.
Nel 1950, anno in cui nasce Harry Williamson, l'unico figlio frutto di questo nuovo matrimonio, cura la pubblicazione di una raccolta di poesie e racconti di James Farrar, un promettente giovane poeta che era morto a soli 20 anni durante la seconda guerra mondiale. Dal 1951 al 1969 Williamson scrive quasi un romanzo all'anno e nel frattempo collabora con il Sunday Express e The European, una rivista diretta da Diana Mosley. Questa iperattività logorò fortemente il suo matrimonio che finì in un nuovo divorzio nel 1968 dopo qualche anno di separazione. Nel 1974 inizia a lavorare al copione per un adattamento cinematografico di Tarka la lontra, che viene però giudicato del tutto inadatto poiché risulta lungo circa 400.000 parole. Le riprese iniziano ugualmente, a sua insaputa, e il film, con la voce narrante di Peter Ustinov, uscirà nel 1979.
Per i suoi ottant'anni Williamson si aspetta un qualche tipo di onorificenza da parte del governo britannico, che però non arriva. Dopo essere stato sottoposto ad anestesia totale per un intervento chirurgico di relativa importanza, la sua salute declina disastrosamente: il giorno precedente passeggia tranquillamente e taglia la legna, il giorno dopo è un'altra persona e ha dimenticato chi siano i suoi familiari. Gravemente ammalato di demenza senile muore, curiosa coincidenza, proprio nel giorno in cui sul set si gira la scena della morte di Tarka. Viene sepolto nel cimitero di Georgeham. Nel 1980 è stata fondata la Henry Williamson Society, che tuttora continua la propria attività.

## Opere
- The Flax of Dreams - tetralogia sulla vita di Willie Maddison
  - The Beautiful Years (1921)
  - Dandelion Days (1922)
  - The Dream of Fair Women (1924)
  - The Pathway (1928)
- A Chronicle of Ancient Sunlight - serie semi-autobiografica di 15 libri sulla vita di Phillip Maddison dalla nascita ai primi anni cinquanta. 
  - The Dark Lantern (1951)
  - Donkey Boy (1952)
  - Young Phillip Maddison (1953)
  - How Dear Is Life (1954)
  - A Fox Under My Cloak (1955)
  - The Golden Virgin (1957)
  - Love and the Loveless (1958)
  - A Test to Destruction (1960)
  - The Innocent Moon  (1961)
  - It Was the Nightingale (1962)
  - The Power of the Dead (1963)
  - The Phoenix Generation (1965)
  - A Solitary War (1967)
  - Lucifer Before Sunrise (1967)
  - The Gale of the World (1969)
- Altri romanzi
  - The Lone Swallows (1922)
  - The Peregrine's Saga, and Other Stories of the Country Green (1923)
  - The Old Stag  (1926)
  - Tarka la lontra (1927) (Orig. Tarka the Otter)
  - The Linhay on the Downs (1929)
  - The Ackymals  (1929)
  - The Wet Flanders Plain  (1929)
  - The Patriot's Progress  (1930)
  - The Village Book  (1930)
  - The Labouring Life  (1932)
  - The Wild Red Deer of Exmoor  (1931)
  - The Star-born  (1933)
  - The Gold Falcon or the Haggard of Love  (1933)
  - On Foot in Devon  (1933)
  - The Linhay on the Downs and Other Adventures in the Old and New Worlds  (1934)
  - Devon Holiday  (1935)
  - Salar the Salmon  (1935)
  - Goodbye West Country (1937)
  - The Children of Shallowford (1939)
  - The Story of a Norfolk Farm  (1941)
  - Genius of Friendship: T.E. Lawrence  (1941)
  - As the Sun Shines (1941)
  - The Incoming of Summer (undated)
  - Life in A Devon Village (1945)
  - Tales of a Devon Village (1945)
  - The Sun in the Sands (1945)
  - The Phasian Bird (1948)
  - The Scribbling Lark (1949)
  - Tales of Moorland and Estuary (1953)
  - A Clearwater Stream  (1958)
  - In The Woods, a biographical fragment (1960)
  - The Scandaroon  (1972)
- Scritti pubblicati postumi dalla Henry Williamson Society
  - Days of Wonder (1987)
  - From a Country Hilltop (1988)
  - A Breath of Country Air (2 volumi, 1990-91)
  - Spring Days in Devon, and other Broadcasts (1992)
  - Pen and Plough: Further Broadcasts (1993)
  - Threnos for T.E. Lawrence and Other Writings (1994)
  - Green Fields and Pavements (1995)
  - The Notebook of a Nature-lover (1996)
  - Words on the West Wind: Selected Essays from The Adelphi (2000)
  - Indian Summer Notebook: A Writer's Miscellany (2001)
  - Heart of England: Contributions to the Evening Standard, 1939-41 (2003)
  - Chronicles of a Norfolk Farmer: Contributions to the Daily Express, 1937-39 (2004)
  - Stumberleap, and other Devon Writings: Contributions to the Daily Express and Sunday Express, 1915-1935 (2005)
  - Atlantic Tales: Contributions to the Atlantic Monthly, 1927-1947 (2007)